# Alaska Aerospace Development Corporation

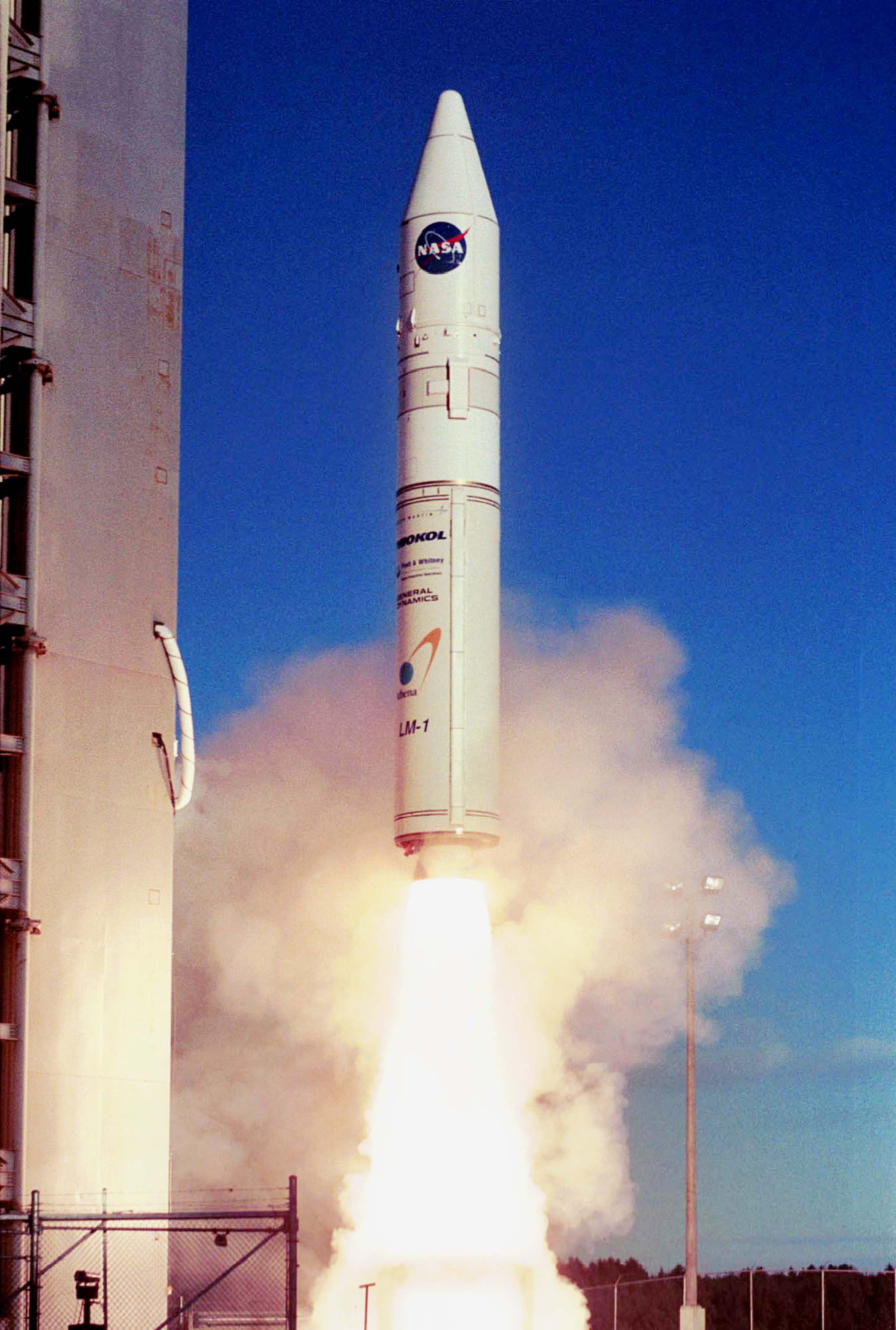
Start einer Athena I Rakete vom Kodiak Launch Complex

Die Alaska Aerospace Development Corporation (AADC) ist ein staatliches Raumfahrtunternehmen des US-Bundesstaats Alaska mit Sitz in Anchorage. Die AADC wurde 1991 gegründet mit dem Ziel, wirtschaftliches Wachstum in Alaska im Bereich der Raumfahrt zu generieren.
Der Kodiak Launch Complex auf Kodiak Island vor der Küste der Alaska-Halbinsel wird von der AADC betrieben. Der Launch Complex ist der erste von der FAA zugelassene Raketenstartplatz, der nicht zu einer Bundeseinrichtung gehört.
1998 war die U.S. Air Force mit zwei suborbitalen Flügen des AIT-Programms der erste Kunde der AADC. Der erste Start fand am 5. November 1998 auf dem noch in Bau befindlichen Lauch Complex statt.
Der erste Flug in den Orbit kam im Auftrag von Lockheed Martin in Zusammenarbeit mit der NASA und der Air Force mit der Athena-Rakete „Kodiak Star“ zustande. Der Start erfolgte am 29. September 2001 von der mittlerweile fertiggestellten Startrampe.
2003 schloss die AADC einen Fünfjahresvertrag mit der Missile Defense Agency für das bodengestützte Flugabwehrsystem GMD ab. Von der Startrampe auf Kodiak werden STARS-Raketen als Zielobjekte für Tests zur Leistungsfähigkeit der Raketenabwehr gestartet.
2006 arbeitete die AADC zusammen mit der Kodiak Kenai Cable Company an einem Projekt zur Anbindung Kodiaks und der Kenai-Halbinsel an ein Hochgeschwindigkeits-Datennetz über unterseeische Glasfaserkabel.